# Saltos ornamentais no Campeonato Europeu de Esportes Aquáticos de 2022 - Plataforma 10 m sincronizado feminino
A prova da plataforma 10 m sincronizado feminino dos saltos ornamentais no Campeonato Europeu de Esportes Aquáticos de 2022 ocorreu no dia 20 de agosto no Foro Italico, em Roma na Itália. 

## Calendário
| Fase  | Data         | Hora  |
| ----- | ------------ | ----- |
| Final | 20 de agosto | 15:30 |

Todos os horários estão no horário local (UTC+1)

## Medalhistas
| Ouro                                                   | Prata                                   | Bronze                                     |
| Reino Unido · Andrea Spendolini-Sirieix · Lois Toulson | Ucrânia · Kseniya Baylo · Sofiya Lyskun | Alemanha · Christina Wassen · Elena Wassen |

## Resultados
Esses foram os resultados da competição.
| Pos.              | Nacionalidade | Saltadoras                             | Pontos | Pontos | Pontos | Pontos | Pontos | Pontos | Pontos |
| Pos.              | Nacionalidade | Saltadoras                             | T1     | T2     | T3     | T4     | T5     | Total  |        |
| ----------------- | ------------- | -------------------------------------- | ------ | ------ | ------ | ------ | ------ | ------ | ------ |
| Medalha de ouro   | Reino Unido   | Andrea Spendolini-Sirieix Lois Toulson | 46.80  | 49.20  | 68.40  | 66.24  | 72.96  | 303.60 |        |
| Medalha de prata  | Ucrânia       | Kseniya Baylo Sofiya Lyskun            | 49.80  | 46.20  | 58.80  | 72.96  | 71.10  | 298.86 |        |
| Medalha de bronze | Alemanha      | Christina Wassen Elena Wassen          | 49.80  | 47.40  | 62.40  | 62.10  | 68.16  | 289.86 |        |
| 4                 | Itália        | Elettra Neroni Maia Biginelli          | 44.40  | 45.60  | 63.84  | 52.20  | 61.44  | 267.48 |        |